# Asedio de Civitella (1557)
El asedio de Civitella (1557) fue uno de los episodios de la  última guerra italiana, comenzó el 24 de abril de 1557 y terminó el 15 de mayo de ese mismo año. Francisco de Guisa dirigió un ejército francés y pontificio ante las tropas españolas en la fortaleza de Civitella del Tronto. La cercanía de un ejército español, comandado por el Gran Duque de Alba, que iba a aliviar el asedio hizo desistir a las tropas atacantes retirándose a Ancona.

## Antecedentes
En 1556 Carlos I de España y Enrique II de Francia firmaron el tratado de Vaucelles que detuvo momentáneamente la guerra que había comenzado en 1551. Ese mismo año Carlos V abdicó y repartió sus posesiones entre su único hijo, Felipe II, y su hermano  Fernando I del Sacro Imperio Romano Germánico quien pasaba a ser el nuevo emperador del Sacro Imperio además de heredar los territorios de centro Europa.
En 1555 había sido elegido como Papa Gian Pietro Carafa, quien adoptó el nombre de Pablo IV. El nuevo Papa, originario del reino de Nápoles que era parte de la posesiones de los Habsburgo, había adquirido un sentimiento antiespañol desde el tiempo que fue nuncio papal en España. Disgustado con la tregua firmada entre la monarquía hipánica y la monarquía francesa forzó el enfrentamiento entre ambos países con el fin de acabar con la hegemonía española en la península itálica y echar a los españoles del reino de Nápoles. Excomulgó tanto a Carlos como a Felipe y no reconoció la posesión de Felipe sobre Nápoles. Felipe II reaccionó enviado al Duque de Alba a invadir los Estados Pontificios. 
El duque de Alba encontró escasa oposición en las tierras pontificias tomando varias plazas. Felipe II no quería se produjese una toma violenta de Roma como en 1527, así que las tropas hispánicas tomaron la ciudad de Ostia, importante puerto de los Estados Pontificios, esperando cortar los suministros de Roma. Sin embargo, Enrique II envió a un gran contingente de tropas lideradas por el duque de Guisa para ayudar al Papa e invadir el reino de Nápoles. Un acuerdo secreto entre el monarca francés y el Papa acordó otorgar a los hijos de Enrique II el Milanesado y el reino de Nápoles. Las tropas españolas se replegaron perdiéndose Ostia y Anagni hasta retroceder al Reino de Nápoles.
El duque de Guisa, entre varias opciones que tenía, optó por invadir  el reino de Nápoles por el este. Para ello tenía que tomar la fortaleza de Civitella.

## Asedio
EL 24 de abril Guisa llegó con todo su ejército, al que se le había añadido 1.500 hombres de las fuerzas pontificias, a las afueras de Civitella. El 2 de mayo recibió la artillería y comenzó a bombardear las murallas. La fortaleza combinaba fortificaciones medievales y modernas. Cuando alguna parte de las murallas fue seriamente dañada los defensores corrieron a reparar lo más rápidamente posible la parte afectada. Sin la destrucción de parte de las murallas el asalto era imposible.
El 10 de mayo un ejército reunido por el Duque de Alba se encamina hacia Civitella para levantar el asedio. Guisa viéndose que se encontraría en inferioridad numérica si el Duque de Alba llegaba hasta ellos, decide evacuar su ejército. El 15 de mayo las tropas francesas habían abandonado por completo las afueras de Civitella y marchaban fuera del Reino de Nápoles.

## Consecuencias
La contraofensiva de Alba vuelve a tomar posiciones en el territorio de los Estados Pontificios. El 23 de agosto llega a Roma la noticia de la derrota francesa en San Quintín. El ejército francés se prepara para partir hacía Francia para auxiliar a su rey, mientras Guisa aconseja a Paulo IV que inicie conversaciones con los españoles.
Entre el 12 y el 14  de septiembre se firmó la paz entre los Estados Pontificios y Felipe II, el día 19 el Duque de Alba entraba en la ciudad de Roma.
El Papa reconoció las posesiones de Felipe II en Italia, de hecho la paz significó el reconocimiento de la supremacía española sobre Italia así como la pérdida de influencia de los Estados Pontificios que dejó de ser un potencia en la península itálica. 
Tras el tratado de Cateau- Cambrésis, Enrique II renunciaría a las pretensiones francesas sobre los territorios italianos definitivamente, con la excepción del Marquesado de Saluzzo.